# Pseudomicrodes ecrufa
Pseudomicrodes ecrufa är en fjärilsart som beskrevs av George Francis Hampson 1905. Pseudomicrodes ecrufa ingår i släktet Pseudomicrodes och familjen nattflyn. Inga underarter finns listade.